# Signe Yletyinen
Signe Irene Yletyinen, född Fagerström, född 16 december 1900 i Hangö i Finland, död 11 november 1985 i Helsingfors, var en finlandssvensk konstnär.
Signe Yletyinen var dotter till Karl Adolf Amandus Fagerström (1864–1909) och Maria Eleonora Berg (1858–1945). Hon gick skola i Hangö och Ekenäs och flyttade till Helsingfors i början på 1920-talet. Hon kom in på Ateneums ritskolas kvällslinje. Ordinarie studerade hon på Fria konstskolan under åren 1945–1949. Här studerade hon med till exempel Sulho Sipilä (1895–1949), Unto Pusa (1913–1973), Johannes Gebhard (1894–1976) och Sam Vanni som lärare. Därtill tog hon privatlektioner till exempel i Sverige och Norge och hade som lärare bland andra Einar Halfdan Berger (1890–1961).
Signe Yletyinen gjorde åtskilliga målarresor på somrarna under 1940- och 1950-talet till Lofoten, Danmark och Sverige. På resorna sålde hon rikligt av sina verk till folk på platserna. Hon målade gärna landskapsmotiv från orterna.

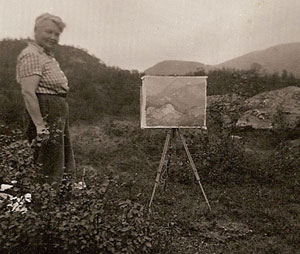
Signe Yletyinen, Lofoten 1953

Signe Yletyinens stil var i början mera naturalistisk, men förändrades redan tidigt till expressionistisk. Hon var skicklig att harmoniera med färger. Akvarellerna målade hon på ett sätt som var möjligt enbart för en som är bra tekniskt orienterad. Yletyinen använde alltid bara bästa material, som bästa franska färger och linnetyger.
I Finland målade hon gärna skärgårdsmotiv från sin sommarstuga i Ekenäs. Blommotiven var också hennes favoriter. Dem målade hon både som akvareller och med olja. Även porträttmålandet låg henne nära.
Yletyinen målade ända till sina sista år. De sista målningarna gjorde hon i början på 1980-talet hemma i Helsingfors.